# Chinook (vent)
Pour les articles homonymes, voir Chinook.

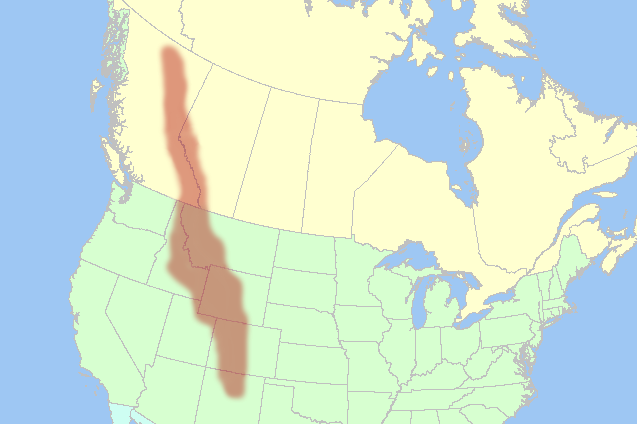
En brun la position des montagnes Rocheuses.

 Le Chinook est un vent de type foehn que l'on retrouve du côté est des montagnes Rocheuses en Amérique du Nord lorsque la circulation atmosphérique dans la couche sous 8 km d'altitude est plus ou moins perpendiculaire à la chaîne et assez forte pour vaincre toute inversion qui se trouverait du côté ouest. 

## Origine du terme
Le terme est issu du Chinookan dialecte de la tribu des Chinook, amérindiens de la côte nord-ouest de l'Amérique. La culture populaire veut que Chinook signifie « mangeur de neige », un fort Chinook pouvant faire fondre jusqu'à 30 cm de neige par jour. La neige fond en partie, alors que le reste se sublime sous l'action du vent sec. 
Cependant, cette explication est peu probable puisque ces peuples sont établis sur la côte du Pacifique, soit du côté en soulèvement orographique pluvieux lors de ces situations. La véritable origine du nom, vient de l'argot utilisé par les trappeurs à l'époque du commerce de fourrure, qui voulait dire que le vent venait du pays des Chinooks (du fleuve Columbia, c'est-à-dire d'au-delà des Rocheuses).

## Explication

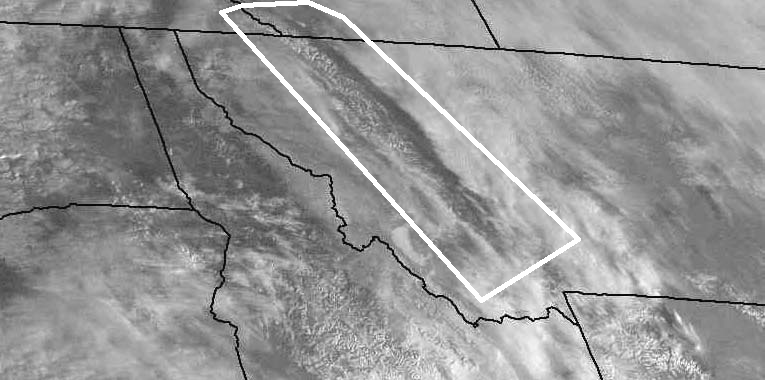
Arche dégagée dans les nuages par un Chinook (encadré blanc) dans l'ouest du Montana (Source NOAA).

L'air chargé d'humidité venant du Pacifique doit s'élever en rencontrant les montagnes. Nuages et précipitations affectent donc le côté ouest des pentes ce qui assèche la masse d'air. De plus sa température décroît lors de l'ascension selon l'adiabatique humide (environ 6,5 °C/km).  Lorsqu'elle redescend dans les Prairies canadiennes et les Grandes Plaines américaines, elle se réchauffe par compression adiabatique selon l'adiabatique sèche (10 °C/km). Ceci fait monter soudainement la température de surface en plus de former une bordure très marquée aux nuages débordants des montagnes (arche du Chinook). 
Ces vents se produisent le plus souvent en hiver alors que la circulation est la plus forte. Ils peuvent faire monter le mercure de 30 °C ou plus en une heure, passant de températures arctiques à printanières. L'une des plus importantes manifestations de ce phénomène eut lieu le 15 janvier 1972, à Loma (Montana). La température passa de −47 °C à 9 °C, soit le plus grand écart de température enregistré en 24 heures. La vitesse du vent est généralement comprise entre 16 et 60 km/h, avec des rafales jusqu'à 100 km/h.
L'effet du Chinook se fait sentir dans la plaine, selon la force du vent, entre quelques dizaines et quelques centaines de kilomètres des montagnes. À mesure qu'on s'éloigne du relief, le vent faiblit par friction et l'air qu'il transporte peut se mélanger avec celui de l'environnement plus froid, formant une ligne de contraste très marquée des températures. Ainsi à Calgary (Alberta), il est arrivé de noter à l'aéroport, qui est situé au nord-est de la ville, une température de −22,8 °C alors que le centre de la ville rapportait +6,7 °C. Lorsque la direction des vents d'altitude change, le Chinook cesse et la température revient à son point initial puisqu'il ne s'agit pas du passage d'une masse d'air chaud. 

### Arche du Chinook

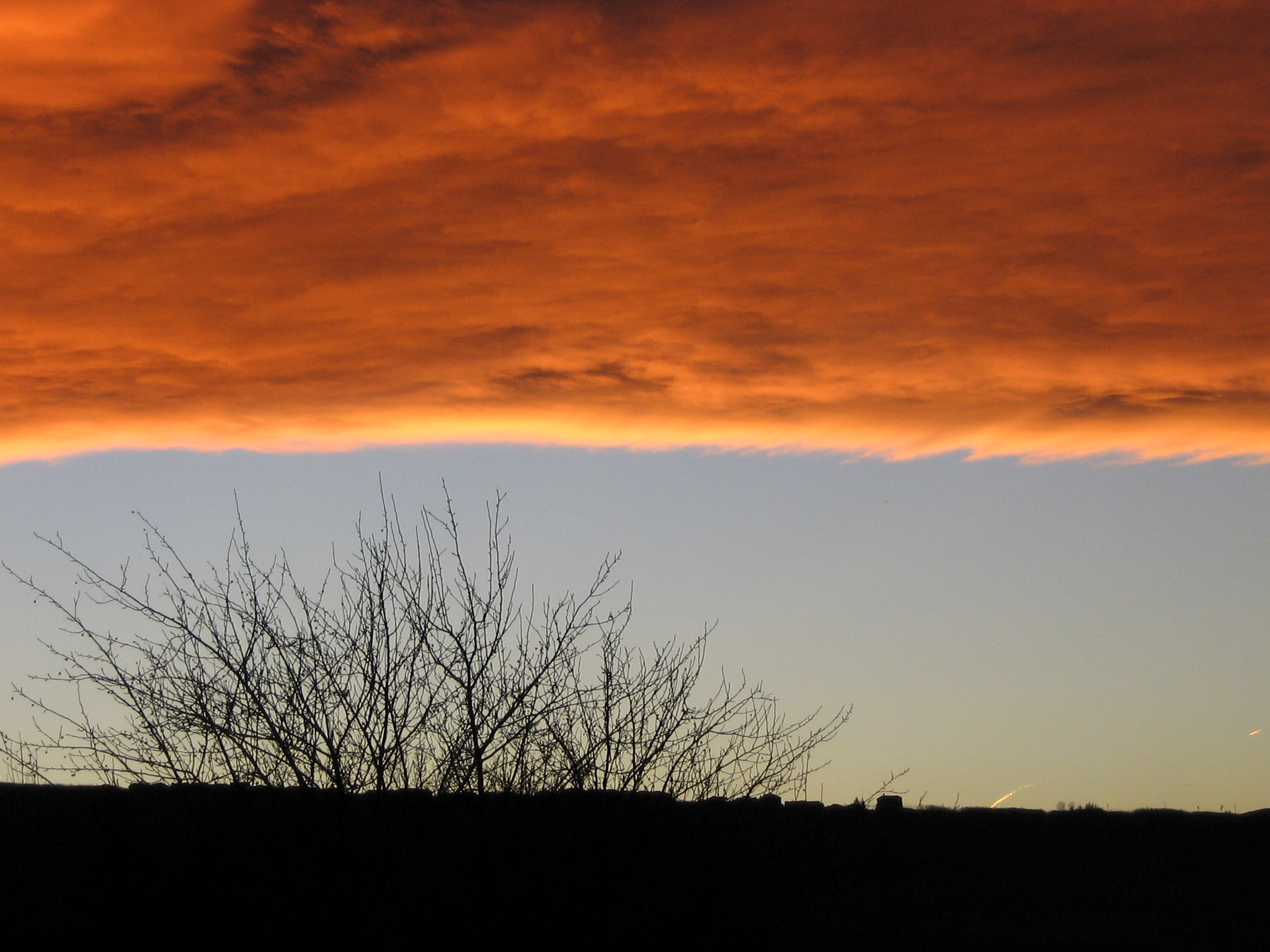
L'arche du Chinook illuminé par le Soleil très bas sur l'horizon.

Un des phénomènes les plus impressionnants accompagnant le Chinook est l'arche du Chinook. Il s'agit de la limite de la bande d'altostratus stationnaires en aval des montagnes. Celle-ci ressemble à l'ouverture d'une caverne lorsque vue du sol.  L'air qui passe au-dessus des montagnes est soulevé et l'humidité qui est contenue dans cet air forme des nuages. En redescendant du côté aval, l'air s'assèche, ce qui marque la limite du nuage, d'où l'arche. Selon la stabilité de l'atmostphère, l'air effectuera une série de remontées et de descentes en aval des montagnes, créant une série de bandes nuageuses parallèles par onde orographiques, ce qui crée une arche de nuages dans le ciel.  
Pour ceux qui n'ont pas souvent fait l'expérience du Chinook, son arche  peut ressembler à un nuage menaçant. Cependant, ces nuages ne produisent que très rarement de la pluie ou de la neige puisqu'ils sont à la bordure d'un nuage en dissipation. Par contre, il n'est pas rare que ces nuages donnent lieu à des éclaircies et à de magnifiques couchers de soleil. Les couleurs éclatantes émises par les arcs du Chinook sont, elles, assez variées et elles évolueront tout au long de la journée. Commençant par des tons jaune, orange, rouge et rose au lever du Soleil, elles évoluent vers des tons grisâtres à la mi-journée, revenant aux tons rose/rouge puis jaune/orange avant que le soleil ne se couche. Ceci est un exemple d'une suite de couleurs caractéristique de la diffusion de Rayleigh et de celle de Mie.

## Vol à voile
Le chinook se produit pendant la saison froide lorsque l'air est stable. Il est à l'origine d'ondes de gravité favorables au vol d'onde qui permet aux pilotes de planeur d'atteindre des altitudes très élevées.

## Mythes autour du Chinook

### Les mythes des Premières Nations
Une légende des indiens Lillooet sous-groupe des St'at'imc raconte qu'une fille nommée Chinook, se maria à Glacier, et partit vivre dans sa région près de l'actuel fleuve Birkenhead. Elle fut bientôt nostalgique de sa tribu et envoya un message à son peuple. Ils vinrent à elle, lors d'un rêve, sous la forme d'un flocon de neige, lui disant qu'ils viendraient   la chercher sous-peu. Ils arrivèrent et se disputèrent avec Glacier à son sujet, mais ils finirent par l'emporter et purent la ramener chez elle.  
Alors que, d'une part, ce conte décrit les relations entre les individus au sein des tribus et les relations entre famille et tribu, on peut aussi l'envisager comme une parabole sur le climat typique des vents du sud-ouest qui amène au début la neige, puis de la pluie, puis finit par faire fondre le glacier.

### Contes folkloriques sur le Chinook
Il y a deux contes particulièrement connus sur le Chinook, que les habitants d'Alberta connaissent sous une forme ou sous une autre depuis leur enfance. 
- Un homme montait son cheval pour aller à l'église, lorsqu'il arriva, seule la pointe du clocher dépassait de la neige. Alors, il attacha son cheval au clocher avec les autres chevaux et descendit grâce à un tunnel dans la neige pour assister à l'office. Quand tout le monde sortit de l'église, ils virent que le Chinook avait fait fondre toute la neige... et que leurs chevaux pendaient désormais au toit de l'église.
- Un homme conduisait un traîneau quand le chinook l'atteignit. Il continua à avancer avec le vent, et tandis que les chevaux couraient dans la neige profonde, l'arrière du traîneau roulait dans la boue.

## Chinook et jardinage
Les fréquentes fontes dues au Chinook dans les Grandes Plaines sont un véritable désastre pour les jardiniers. En effet, les plantes peuvent sortir de leur hibernation, en cas de chinook persistant, et mourir avec le retour du froid. Le phénomène diminue également leur résistance future aux variations de température. Beaucoup de plantes qui poussent avec succès à Winnipeg (où les températures sont basses pendant tout l'hiver) ont plus de difficulté à pousser en Alberta, comme le tilleul d'Amérique, certains pommiers, framboisiers et des variétés d'érable.

## Chinook et santé
On dit que le Chinook peut causer un nombre accru de migraines, qui sont appelées par les habitants de la région chinook headaches (maux de tête du Chinook). Certains pensent que le Chinook est responsable d'une hausse de l'irritabilité et des insomnies.